# SPIE (компания)
SPIE SA — французская компания, предоставляющая инженерные услуги. Штаб-квартира расположена в городе Сержи-Понтуаз (пригород Парижа).

## История
Компания была основана в 1900 году под названием Société Parisienne pour l’Industrie des Chemins de Fer et des Tramways Electriques («Парижское общество железнодорожной и трамвайной промышленности»). Её основал бельгийский предприниматель Эдуард Эмпен для строительства Парижского метрополитена; к этому времени у него уже был большой опыт в строительстве железных дорог и трамвайных сетей в Бельгии и других странах Европы, а также в России, Китае, Египте и Бельгийском Конго. Позже компания включилась в другие инфраструктурные проекты, в частности, в 1923 году проложила первый во Франции газопровод под высоким давлением.
В 1946 году компания сменила название на Société Parisienne pour l’Industrie Electrique (SPIE, «Парижское общество электрической промышленности»). Компания принимала активное участие в восстановлении инфраструктуры и промышленности Франции после Второй мировой войны. В 1966 году SPIE вошла в консорциум Thermatome, который занялся проектированием и строительством атомных электростанций. В 1968 году SPIE объединилась со строительной компанией Société de Construction de Batignolles, образовав Spie Batignolles. В 1972 году была поглощена компания CITRA (Compagnie Industrial de Travaux), подрядчик при строительстве объектов инфраструктуры.
Нефтяной кризис 1973 года существенно сократил количество строительных подрядов во Франции, поэтому для Spie Batignolles начался период международной экспансии, одним из основных направлений деятельности стала прокладка нефтепроводов. Это подразделение в 1977 году было расширено покупкой компании CAPAG. В 1982 году была куплена доля в электроинженерной компании Trindel, через два года она была поглощена полностью. В конце 1980-х годов были куплены две французские строительные компании (Société de Construction Générale et de Produits Manufacturés и Tondella), а также бельгийская электроинженерная компания Abay TS. В 1989 году была куплена компания Drouard, ставшая основой подразделения по строительству железных дорог, в том же году Spie Batignolles вошла в состав консорциума по строительству Евротоннеля. В конце 1980-х годов оборот компании составлял 24 млрд франков ($4,5 млрд), из них половина приходилась на электроинженерные проекты, треть приносили операции за рубежом. В 1993 году были куплены 2 португальские компании, OELE и EVALE.
В начале 1990-х годов компания начала нести убытки, что привело к смене владельца. С самого основания SPIE входила в состав бельгийской группы Empain. В 1960 году она купила долю во французской промышленной группе Schneider & Co, в 1969 году две группы объединились в Empain-Schneider. В 1980 году партнёрство распалось, и Spie Batignolles оказалась дочерней структурой Schneider SA. В 1996 году руководство Spie Batignolles выступило с предложением выкупить компанию. В выкупе участвовало 80 % сотрудников Spie Batignolles, им удалось собрать 281 млн евро. Ещё 192 млн евро внесла британская компания AMEC, приобретя 46 % акций. В 1997 году Spie Batignolles купила нидерландскую компанию Melotte и в том же году сменила название на Spie S.A. В 1999 году была приобретена французская компания Laurent Bouillet, занимавшаяся системами обогрева, вентиляции и кондиционирования воздуха. В 2003 году AMEC увеличила свою долю до 100 %, в результате образовалась компания Amec Spie; тогда же строительное подразделение было выделено в самостоятельную компанию, сохранившую название Spie Batignolles.
В 2006 году Amec Spie была выкуплена инвестиционным фондом PAI Partners, после чего компания стала называться SPIE SA. В 2013 году было куплено электроинженерное подразделение немецкой компании Hochtief. В 2015 году компания стала публичной, её акции были размещены на бирже Euronext Paris. В 2017 году была куплена немецкая компания SAG Group.

## Деятельность
Компания осуществляет проектирование, монтаж, модернизацию, ремонт и обслуживание инженерных систем, включая электропроводку и электрооборудование, телекоммуникационные системы и оборудование HVAC.
Выручка компании за 2023 год составила 8,7 млрд евро, её распределение по подразделениям: Франция — 35 %, Германия и Центральная Европа — 37 %, Северная и Западная Европа — 21 %, нефтегаз и атомная энергетика — 7 %. Основными направлениями деятельности были механические и электрические системы (37 % выручки), техническое обслуживание предприятий (29 %), информационные технологии и телекоммуникации (19 %), системы передачи и распределения (15 %).